# Beit Ummar
Beit Ummar (àrab: بيت اُمّر, Bayt Ummar) és un municipi palestí de la governació d'Hebron, a Cisjordània, situat 11 kilòmetres al nord-oest d'Hebron. Segons l'Oficina Central Palestina d'Estadístiques tenia 17.892 habitants el 2016. Més de 4.800 residents de la ciutat tenen menys de 18 anys. Des de la Segona Intifada, la desocupació oscil·la entre el 60 i el 80%, principalment per la incapacitat dels residents per treballar a Israel i una depressió en l'economia palestina. Una part de la ciutat s'estén a la carretera 60 i, a causa d'això, s'han produït diverses proposicions de demolicions de cases.
Beit Ummar és principalment agrícola i destaca per les seves nombroses vinyes de raïm. Això té un aspecte important en la seva tradició culinària de fulles de raïm farcides conegudes com a waraq al-'inib i un xarop de raïm anomenat dibs . Beit Ummar també té cireres, prunes, pomes i oliveres.

## Història
Es creu que Beit Ummar era el lloc de la ciutat bíblica de Maarath. Segons algunes tradicions, la ciutat va rebre el nom del califa de l'Islam Úmar ibn al-Khattab perquè suposadament freqüentava la ciutat. Molts dels residents predominantment musulmans són descendents de famílies àrabs cristianes que es van convertir durant la conquesta musulmana i la ciutat vella conté ruïnes cristianes.

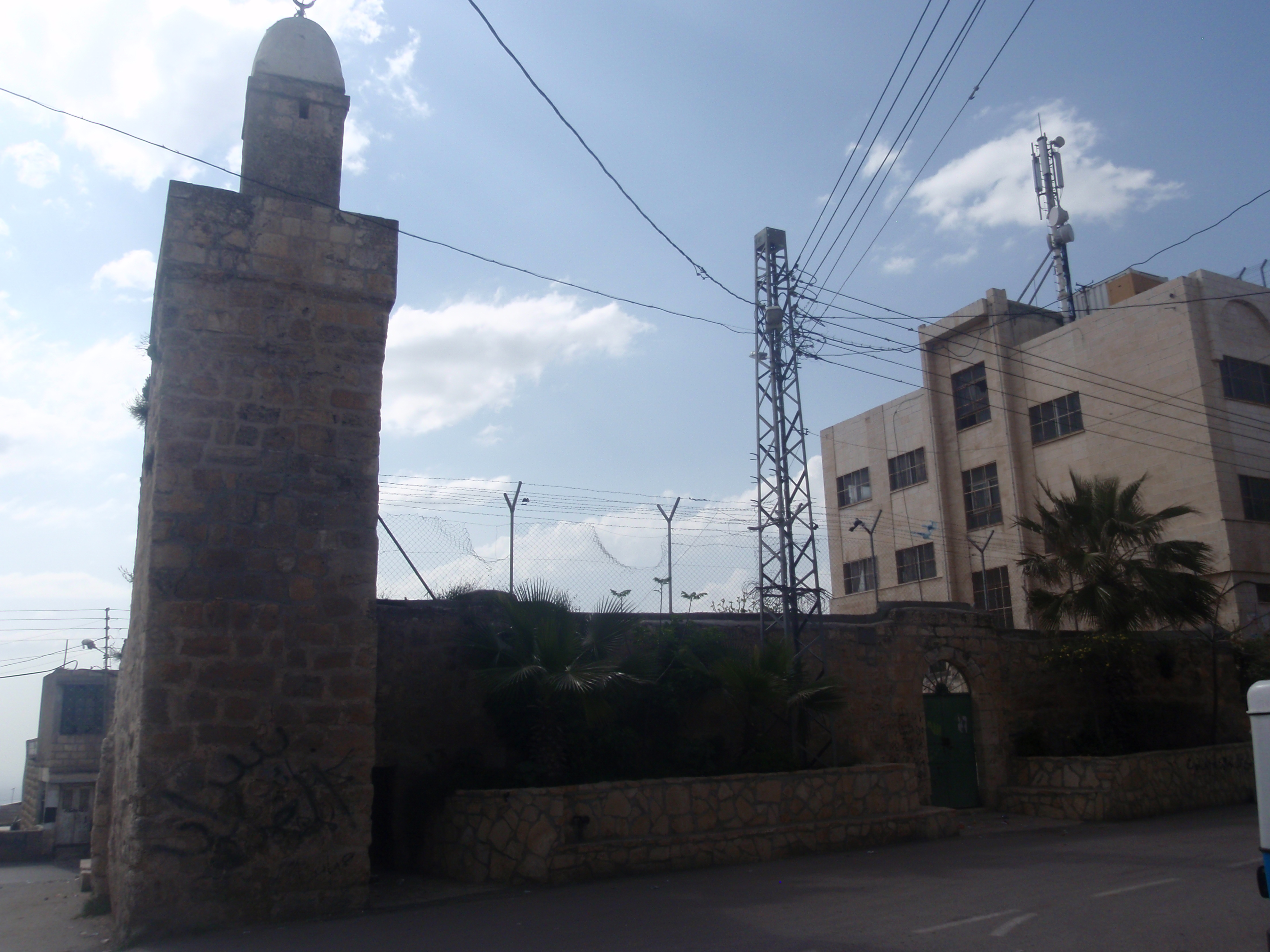
La mesquita de Nabi Matta, 2011

La principal mesquita de Beit Ummar alberga la tomba de Nabi Matta. Matta significa Mateu o Amittai, pare de Jonàs. Mujir ad-Din escriu que Matta era "un home sant de la gent de la casa de la profecia". A prop de Halhul es troba la tomba de Jonàs amb la inscripció "Yunus ibn Matta" o "Jonàs fill d'Amittai ", confirmant que Matta és en realitat el nom àrab d'Amittai i Beit Ummar La tomba està dedicada a Amittai.
En 1226, el sultà aiúbida al-Mu'azzam va construir una mesquita amb un minaret sota la supervisió del governador de Jerusalem, Rashid ad-Din al-Mu'azzami. Els mamelucs van construir algunes addicions a la mesquita i van gravar diverses inscripcions a la superfície.

### Domini otomà
En 1838, Edward Robinson va registrar la vila d'Al-Dawayima.
L'explorador francès Victor Guérin va visitar la vila en 1863, i va considerar que tenia uns 450 habitants. Socin es va troba una llista oficial de pobles otomans de l'any 1870 on Beit Ummar tenia un total de 44 cases i una població de 133, tot i que el recompte de població incloïa només homes. Hartmann va considerar que Bet Ummar tenia 60 cases.
En 1883 el Survey of Western Palestine (SWP) del Fons per a l'Exploració de Palestina descrivia Beit Ummar com una "vila petita però vistosa situada a la conca hidrogràfica i visible des d'una certa distància al nord, passa per una antiga carretera. Una meitat al nord-est és una bona font, 'Ain Kufin. La mesquita té una petita torre. El barri circumdant està cobert de fusta de brossa."

### Mandat Britànic de Palestina
En el cens de Palestina de 1922, dut a terme per les autoritats del Mandat Britànic, Beit Ummar tenia 829 habitants, tots musulmans, incrementats en el cens de Palestina de 1931 a 1.135, tots musulmans, en 217 cases habitades.
En el cens de 1945 la població de Beit Ummar era de 80 jueus i 1.600 musulmans, i l'àrea total de terra era de 30.129 dúnams de terra segons una enquesta oficial de terra i població. 2,912 dúnams eren plantations and terrenys irrigables, 12,879 per a cereals, mentre 55 dúnams eren sòl edificat.

### Després de 1948
Després de la Guerra araboisraeliana de 1948 i els acords d'armistici de 1949, Beit Ummar va quedar sota un règim d'ocupació jordana. Des de la Guerra dels Sis Dies en 1967, Beit Ummar ha romàs sota ocupació israeliana. La població en el cens de 1967 realitzat per les autoritats israelianes era de 2.630 habitants.

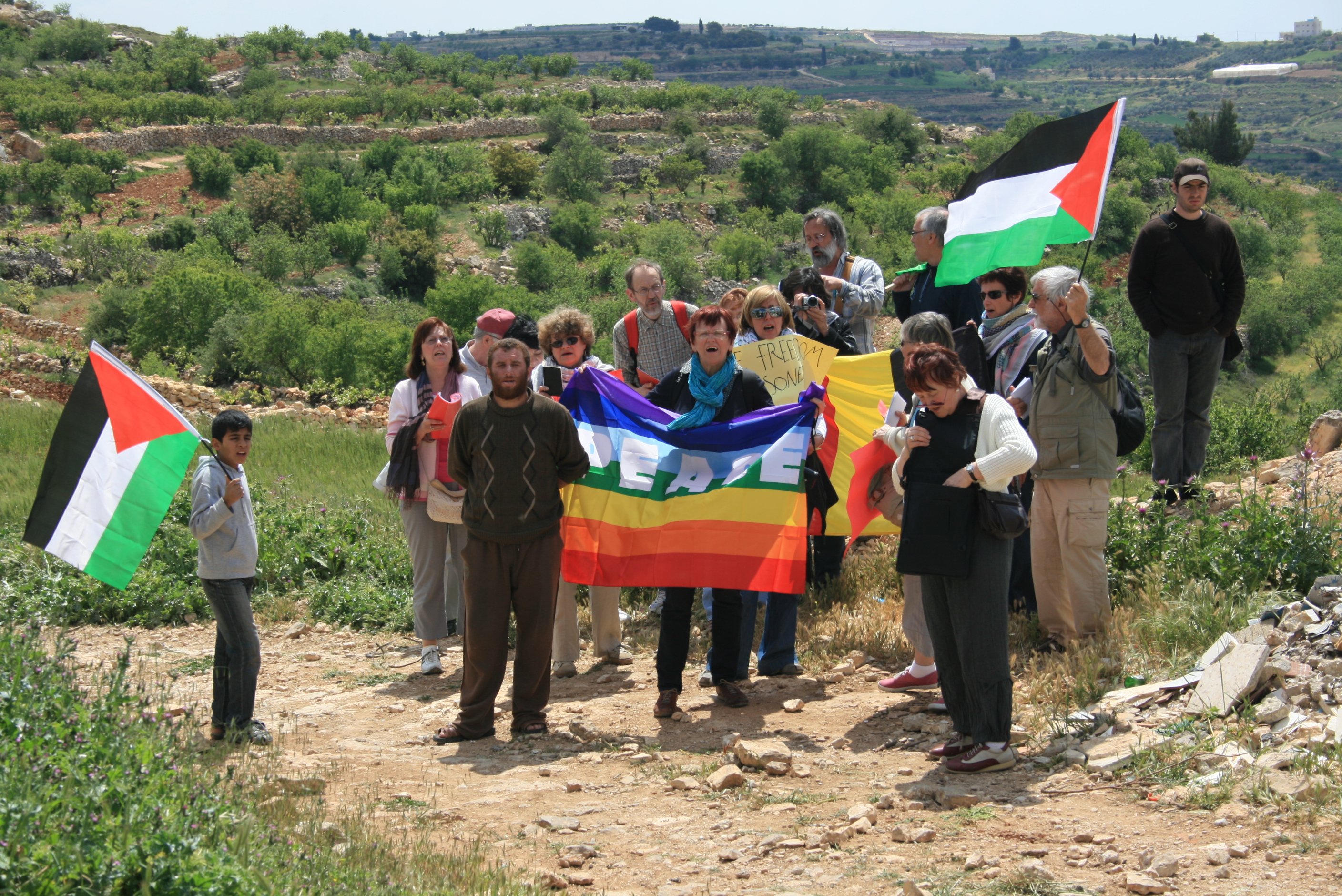
Demonstració contra la confiscació de terres, Beit Ummar, desembre de 2011

La vila es va convertir en un municipi el 17 d'abril de 1997 després del desmantellament del consell de vila israelià i Hussein Badr va ser nomenat per l'Autoritat Nacional Palestina. L'alcalde actual és Nasri Sabarna. El municipi es troba actualment a les àrees B (afers civils administrats per l'ANP) i C (afers civils i militars controlats per Israel.
La ciutat està governada per un municipi que consta de tretze membres, inclòs l'alcalde.
Algunes persones del poble han estat assassinades i disparades per soldats o colons israelians durant l'ocupació israeliana. El gener de 2011, Yousef Ikhlayl, de 17 anys, va ser disparat i assassinat per colons israelians. El tribunal israelià va alliberar els colons.
L'agost de 2014, Hashem Abu Maria va ser assassinat per un franctirador de les FDI. Uns altres dos palestins de Beit Ummar també van ser tirotejats i assassinats.
L'abril de 2015, Ziyad Awad, de 27 anys, va ser tirotejat i assassinat en una manifestació que va començar després del funeral del seu cosí.

## Residents destacats
- Ali Abu Awwad